# Trattato della pittura
El Trattato della pittura és una col·lecció de manuscrits de Leonardo da Vinci que apareixen als seus quaderns sota l'epígraf general "Sobre la pintura". Els manuscrits es van començar a Milà mentre Leonardo estava al servei de Ludovico Sforza i reunits pel seu hereu Francesco Melzi. El tractat es va publicar per primera vegada a França el 1632; després que la versió de Melzi fos redescoberta a la Biblioteca Vaticana, el tractat es va publicar en la seva forma moderna el 1817.

## Contingut
L'objectiu principal del tractat era argumentar que la pintura era una ciència. L'observació aguda de l'expressió i el caràcter de Leonardo s'evidencia en la seva comparació entre riure i plorar, sobre la qual assenyala que l'única diferència entre les dues emocions pel que fa al "moviment dels trets [facials]" és "l'arrossegament de les celles, que s'afegeix en el plor, però més elevat i allargat en el riure".
Aquest manuscrit conté la famosa regla de ramificació de Leonardo: 
Totes les branques d'un arbre en cada etapa de la seva alçada quan s'uneixen tenen el mateix gruix que el tronc [a sota d'elles].

## Història
Els manuscrits es van començar a Milà mentre Leonardo estava al servei de Ludovico Sforza (entre 1482 i 1499), i es va treballar substancialment durant els últims 25 anys de la vida de Leonardo. Les obres posteriorment publicades en aquesta col·lecció es van basar en els escrits de Leon Battista Alberti i Cennino Cennini. A la mort de Leonardo, va deixar els seus quaderns al seu deixeble i hereu Francesco Melzi per ser publicats, una tasca d'una dificultat aclaparadora a causa del seu abast i de l'escriptura idiosincràsica de Leonardo. En algun moment abans de 1542, Melzi va reunir els articles per al Trattato della pittura de 18 dels "llibres" de Leonardo (dos terços dels quals han desaparegut). Després de la mort de Melzi el 1570, la col·lecció va passar al seu fill, l'advocat Orazio, que inicialment es va interessar poc pels diaris, però després es van dispersar.
Una versió del tractat es va publicar a França el 1632. Va ser imprès en una forma abreujada en francès i italià com a Trattato della pittura per Raffaelo du Fresne el 1651. Després que la versió de Melzi fos redescoberta a la Biblioteca Vaticana, el tractat es va publicar per primera vegada en la seva forma moderna el 1817.
El 1937, Max Ernst va escriure als Cahiers d'Art que els consells de Leonardo sobre l'estudi de les taques a les parets li van provocar una "obsessió visual insuportable".
Totes les edicions del tractat es conserven a la Biblioteca Elmer Belt de Vinciana a UCLA.